# Nemzetközi Tunhuang Projekt
A Nemzetközi Tunhuang Projekt egy nemzetek közötti együttműködésen alapuló törekvés a tunhuangi és más különféle régészeti lelőhelyekről származó kéziratok, nyomtatott szövegek, festmények, textíliák és műtárgyak megőrzésére, katalogizálására és digitalizálására. A projektet a British Library indította 1994-ben,  jelenleg huszonkét intézmény és tizenkét ország vesz részt benne. 2016. március 1-t követően a projekt online adatbázisa 137 812 katalógustételből és 483 721 képből állt. Az adatbázisban található kéziratok többsége kínai, de több mint tizenöt különböző nyelv és írásrendszer képviselteti magát, többek között szanszkrit, tibeti és óujgur.
A projektben részt vevő intézmények és központok listája megtalálható a hivatalos honlapon.

## Tevékenységei
A projekt fő tevékenységei közé tartozik a kéziratok, metszetek, festmények, fényképek és más műtárgyak megőrzése, katalogizálása és digitalizálása. A digitalizált tartalmakat a projekt adatbázisában teszik elérhetővé. Törekednek arra, hogy a digitalizált verzió legalább olyan olvasható legyen, mint az eredeti, és hogy a kutatók a világon bárhonnan elérhessék és használhassák azokat anélkül, hogy tönkretennék az eredeti példányokat.
A projekt hangsúlya az online adatbázis építésén van. Ezt három szempont határozza meg:
- a gyűjtemények kezelésére addig használt eszközök helyettesítése
- az offline katalógusok helyettesítése
- további funkció biztosítása a kutatási folyamatokhoz.[4]

### Katalogizálás
A katalógus rekordokat XML formátumban tárolják egy relációs adatbázisban, amely negyedik dimenziós adatbázis kezelő rendszert használ.  Lehetőség van online keresésre és a keresési feltételek szűkítésére a műtárgy típusa, őrzési helye, régészeti lelőhelye,  nyelve vagy írása szerint. 2010-ben frissítették az adatbázist, az Unicode kódolás támogatásáért, és azóta az egész honlap teljesen áttért UTF-8-as kódolásra, amely megengedi a régi kéziratokban előforduló különleges karakterek használatát.
Minden katalógus rekord magában foglalja az adott műtárgy fizikai jellemzőit, a nyomtatott forrásokról készült katalógus rekordokat, az elérhető fordításokat és a bibliográfiai hivatkozásokat.
A projekt továbbá ösztönzi a felhasználóit saját katalógus bejegyzéseik és kutatási eredményeik beküldésére az adatbázis bővítésének céljából.
Az adatbázisba számos katalógust és bibliográfiai forrást is digitalizáltak és tettek online elérhetővé, hogy ezzel könnyítsék meg a műtárgyak pontos helyének meghatározását.

### Megőrzés
A Nemzetközi Tunhuang Projekt számos megőrzésre irányuló projektet támogatott és rendszeresen konferenciákat szervezett a megőrzési kérdésekről a világ különböző pontjain. 
A projekt célja, hogy a dokumentumok és a műtárgyak megőrzése és védelme egy egységes szabvány szerint fejlődjön, a tárgyak megfelelő körülmények közötti tárolásának biztosításával.

### Digitalizálás
A Nemzetközi Tunhuang Projekt központja, a British Library, 2001-ben hozott létre egy digitalizáló stúdiót, és azóta több hasonló stúdiót létesítettek a további központokban Európa-szerte és Ázsiában. A kifakult, vagy a természetes fényben nehezen olvasható kéziratok esetében infravörös fényképezést alkalmaznak a kiváló minőségű képek készítéséhez.

### Oktatás
A projekt különböző oktatási tevékenységeket is folytat, valamint kiállításokat, workshopokat és oktatási rendezvényeket szervez az iskolák számára. 2004-ben került megrendezésre egy nagyszabású kiállítás, „The Silk Road: Trade, War and Faith” címmel a British Library-ben, amelynek 155 000 látogatója volt.

## Története
A projekt alapjait 1993 októberében fektették le, a tunhuangi 17-es barlangról tartott nemzetközi konferencián a sussexi egyetemen.  Ezen a rendezvényen részt vettek a legfontosabb kurátorok és restaurátorok, például a British Library-ből, vagy a francia és kínai nemzeti könyvtárból. Az első vezetői értekezletet 1994. április 11-én tartották, a projekt ekkor kapta meg a hivatalos elnevezését. Az első hírlevél 1994. május 16-án jelent meg, szerkesztésével Susan Whitfieldet bízták meg.
A Heritage Lottery Fund által 1997-ben felajánlott 148 000 font segítségével kezdték el digitalizálni a kéziratokat a British Library-ben, és 1998-ban az online adatbázis is megnyílt több mint 20 000 katalógus tétellel és ezres nagyságrendű képanyaggal.
2001-ben a Mellon Alapítvány jelentős támogatásával megkezdődött a digitalizálás a párizsi és pekingi gyűjteményekben is, és 2003-ban a British Museum-ban található festmények is bekerültek az adatbázisba. 2004-re az adatbázis már 50 000 kéziratot, festményt, műtárgyat és történelmi fényképet foglalt magába.
A pekingi központ 2001-ben, a szentpétervári és kiotói 2004-ben, a berlini 2005-ben nyílt meg. Ezt követte 2007-ben a tunhuangi, 2008-ban a párizsi és 2010-ben pedig a szöuli központ.
A Nemzetközi Tunhuang Projekt első igazgatója Susan Whitfield volt, aki 2017 júliusában vonult vissza a pozíciójából.

## Gyűjtemények
A projekt gyűjteményét képező anyagokat a résztvevő intézményekben őrzik.

### A Stein-gyűjtemény
A nevét Stein Aurélról (1862–1943) kapta, aki magyar származású keletkutatóként többször is járt Közép-Ázsiában. Az ilyen expedíciói során jelentős mennyiségű anyagot gyűjtött, például nagyszámú kéziratot a „Barlangkönyvtárból”, a tunhuangi Mokao-barlangokból. Mivel az indiai kormány támogatta a kutatását, ezért a gyűjteményének egy részét is Indiába küldték. Ennek nagy része az Indiai Nemzeti Múzeumban található Újdelhiben, de néhány darabot őriznek Kalkuttában és Pakisztánban is. Stein későbbi gyűjtéseit már Angliába vitték, mára a British Library-ben, a British Museum-ban és a Victoria and Albert Museum-ban kaptak helyet.
A British Library több mint 45 000 kéziratot, nyomtatott szöveget és feliratozott fatöredéket őriz Stein gyűjteményéből, amelyek számos különféle nyelven és írásfajtában íródtak, például kínai, tibeti, szanszkrit, tangut, khotáni, tokhár, szogd, ujgur, türk és mongol nyelven.
- kb. 14 000 kínai tekercs és papírtöredék a tunhuangi 17-es barlangból
- kb. 5 000 kínai papírtöredék és 4000 fa-lapka más lelőhelyekről
- kb. 3 100 tibeti tekercs Tunhuangból
- kb. 2 300 tibeti fa-lapka Miranból és Mazar Tagh-ból
- kb. 1 000 tibeti papírtöredék Khara-Khoto-ból és Etsin-golból
- kb. 700 tibeti papírtöredék más lelőhelyekről
- kb. 7 000 bráhmi és kharosti tárgy
- kb. 6 000 tangut papírtöredék
- kb. 50 khotáni tekercs, 2000 papírtöredék és 100 fa-lapka
- kb. 1 200 tokhár tárgy
- kb. 400 ótürk és ujgur tárgy
- kb. 150 szogd tárgy

A British Museum birtokában van még a Stein által különféle selyemút lelőhelyeken gyűjtött több mint 1 500 régészeti műtárgy, ezen felül a tunhuangi 17-es barlangból származó más tárgyak, például 240 selyemre vagy papírra készült festmény, 200 textília és megközelítőleg 30 táblanyomat. A múzeumban továbbá 4 000 Stein által összegyűjtött érme található, amelynek mintegy háromnegyede kínai, a többi pedig nagyrészt iszlám. A festményekről és néhány műtárgyról készült képek megtalálhatóak a projekt adatbázisában.
A Victoria and Albert Museum-ban található a 650 textíliából álló gyűjtemény, amely szintén megtekinthető az adatbázisban.
Stein számos személyes iratát és naplóját az Oxfordi Egyetem Bodleian Könyvtárának nyugati kéziratokat őrző részlegén őrzik. A Magyar Tudományos Akadémia könyvtárában található személyes iratokból és fényképekből álló gyűjteménnyel is bővítették az adatbázis állományát.
Az hogy Stein ilyen nagy mennyiségű kulturális és régészeti anyagot hozott el Kínából érthető módon ellenszenvet váltott ki a kínaiakból és több próbálkozás is irányult arra, hogy visszaszerezzék a British Museum-ban és a British Library-ben őrzött, Stein által összegyűjtött de Tunhuangból származó anyagokat. A kínai kormány még nem fogalmazott meg hivatalos igényt erre, de 2003-ban a londoni Kínai Nagykövetség egyik tagja arról nyilatkozott, hogy szeretnék ha apránként minden Tunhuangból elhozott lelet visszakerülne az eredeti helyére.

### A Hoernle-gyűjtemény
A gyűjteményt Augustus Hoernle (1841-1918) keletkutatóról nevezték el, és az indiai kormány által Közép-Ázsiában gyűjtött kéziratokat foglalja magába. 1895 és 1899 között huszonkét bizományi szállítmány került Hoernle-hez, amelyek 1902-től a British Museum tulajdonát képezik. 1899-ben további tíz bizományi szállítmány került Londonba Hoernle visszavonulását követően. A több mint 2 000 szanszkrit, néhány kínai, perzsa és ujgur kéziratból álló gyűjtemény jelenleg a British Library tulajdonát képezi.

### A Pelliot-gyűjtemény
A gyűjtemény Paul Pelliot (1878-1945) francia keletkutatóról kapta a nevét, akinek nevéhez számos fontos kínai szövegemlék felfedezése kötődik, melyek nagy része a Tunhuangi-kéziratok közé tartozik. A gyűjteményt jelenleg a Francia Nemzeti Könyvtárban őrzik és több algyűjteményt is magába foglal.

### A Kozlov-gyűjtemény
Pjotr Kozlov (1863-1935) orosz felfedező volt, aki tanulmányokat folytatott Tibetben és Mongóliában. Ásatásai során került elő több ezer kézirat és táblanyomat, ezek nagy része kihalt tangut nyelven íródott. A Szentpéterváron őrzött tangut szövegek mellett a gyűjtemény részét képezi még nagyjából 660 kínai kézirat és nyomtatott könyv is.

### Az Oldenburg-gyűjtemény
Szergej Oldenburg (1863-1934) volt az első igazgatója a szentpétervári Keleti Tanulmányok Intézetének és két nagyobb expedíciót is szervezett Közép-Ázsiába. Második ilyen útja során tanulmányozta többek között a Mokao-barlangokat és több műtárgyat és kéziratot is felfedezett Tunhuangban.

### Tunhuang-gyűjtemény a Kínai Nemzeti Könyvtárban
1907 és 1908 között Stein és Pelliot is ellátogatott Tunhuangba és mindketten nagy mennyiségű kéziratra tettek szert egy Wang Yuanlu nevű taoista paptól, a Mokao-barlangok önjelölt őrzőjétől. A kéziratok felfedezésének híre később magára vonta a kínai kutatók figyelmét is, köztük a híres Luo Zhenyu-ét (1866-1940), aki meggyőzte az oktatási minisztériumot hogy szerezzék vissza a közel 8 ezer megmaradt kéziratot. 1910-ben Fu Baoshu elutazott Tunhuangba és néhány tibeti szöveg kivételével elhozta a megmaradt kéziratokat Pekingbe. Ennek egy részét Li Shengduo miniszter eltulajdonította, de a megmaradtakat 1911-ben az akkoriban alapított városi könyvtárban (a későbbi Nemzeti Könyvtár) helyezték el. A Fu Baoshu által visszahozott 8.697 kéziratnyi gyűjtemény képezi a Kínai Nemzeti Könyvtár törzsgyűjteményét, ezt később különböző forrásokból és adományokból tovább bővítették.

### Az Ōtani-gyűjtemény
Ōtani Kōzui (1876–1948) japán buddhista apát létére Londonban tanult és itt találkozott Stein Auréllal és Sven Hedinnel (1865-1952). Hatásukra határozta el, hogy ő maga is felfedezi Közép-Ázsiát, ezúttal buddhista szemléletből tekintve rá. 1902-ben elhagyta Angliát és négy japán kutatótársával felfedezőutat szervezett Közép-Ázsiába. Visszatérte után át kellett vennie apja helyét, így a későbbi expedíciókon ő maga már nem vehetett részt, de jelentős anyagi támogatással segítette a későbbi kutatásokat.
Ezeknek a felfedezéseknek hála nagy mennyiségű műtárgy és kézirat (főként buddhista szútrák) került elő. A gyűjteményt felosztották és több könyvtár és múzeum őrzi a tárgyi emlékeket Japánban, Koreában és Kínában.

### A berlini Turpan-gyűjtemény
Négy német expedíciót is szerveztek Turpanba 1902 és 1914 között, ebből kettőt Albert Grünwedel (1856–1935), kettőt pedig Albert von Le Coq (1860–1930) vezetett. Ezek során hatalmas mennyiségű falfestmény, műtárgy és nagyjából 40.000 darab kézirat és fametszettöredék került Berlinbe. A gyűjteményt két részre osztották, egyik felét a a Berlin-Brandenburgi Tudományos Akadémia őrzi, a másik felét a Berlini Állami Könyvtár keleti gyűjteményében helyezték el.
A Projekt több mint 14.000 gyűjteményi anyagot digitalizált ezek közül, aminek nagy része kínai, brahmi és szanszkrit töredék.

## Díjak
A Nemzetközi Tunhuang Projekt 2010 novemberében kapta meg a Casa Asia, a spanyol kormányzati konzorcium „Casa Asia Award” elnevezést viselő kitüntetését a kéziratok digitalizálásáért és megőrzéséért.

## Fordítás
- Ez a szócikk részben vagy egészben  az   International Dunhuang Project című angol Wikipédia-szócikk ezen változatának fordításán alapul.  Az eredeti cikk szerkesztőit annak laptörténete sorolja fel. Ez a jelzés csupán a megfogalmazás eredetét és a szerzői jogokat jelzi, nem szolgál a cikkben szereplő információk forrásmegjelöléseként.